# Enaretta aethiopica
Enaretta aethiopica là một loài bọ cánh cứng trong họ Cerambycidae.